# 애플 II 플러스
애플 II 플러스(Apple II Plus)는 애플이 만든 개인용 컴퓨터인 애플 II 시리즈의 두 번째 모델이다.
대한민국에서 매킨토시 이전 8비트 컴퓨터 시대의 애플이라고 하면 애플 II+를 일컫는다. 애플 II+는 본체와 키보드가 일체형이었으며, 테이프 레코더와 플로피 디스크 드라이브를 사용했다. 기본 메모리는 48킬로바이트였으나, 언어 카드(language card)를 슬롯 0에 장착하면 64KB로 확장할 수 있었고, 이후 복제되는 호환기종들은 이를 기본으로 내장하게 되었다.
주 기판과 자동시작 ROM개정이 1981년에 이르기까지 일곱 번 있었다. 원래는 소문자 입력이 불가능하여 워드 프로세싱등에서 불편한 점이 많이 있었지만 이후 소문자 입력이 가능하게 되었다.

## 프로그래밍
- 롬에 마이크로소프트에서 제작한 마이크로소프트 베이직의 변형인 애플소프트 베이직을 내장하고 있었고 이후 애플의 표준 베이직이 되었다. 애플소프트 베이직은 애플 I의 정수 베이직과 달리 부동소수점 방식의 소수를 다룰 수 있었으나 연산 속도는 느리게 되었다.
- 카세트 테이프나 디스크를 통해 역시 애플에서 만든 정수 베이직을 쓸 수 있었다.
- UCSD 파스칼과 포트란 77컴파일러가 있었다. 로고 (프로그래밍 언어) 등의 교육용 언어도 있었다.
- 그러나 빠른 속도의 게임과 유틸리티를 만들기 위해 대부분의 상업용 프로그램은 어셈블리어로 제작되었다. 대표적인 어셈블리어 패키지는 멀린(Merlin)과 리사(LISA)가 있었다.

### 사양
- 중앙 처리 장치로 MOS 테크놀로지의 6502 8비트 CPU를 사용하였다. 주변장치로 Z-80 CPU 카드(CP/M 카드)를 추가하여 Z-80 프로세서용으로 작성된 운영체제와 프로그램을 사용할 수 있었다.
- 기본 메모리 RAM 48 킬로바이트 (이후 64 킬로바이트로 확장), 롬 12KB
- 확장 슬롯 8개(0번에서 7번까지 이름이 붙어있다)
- 40컬럼의 텍스트 모드, 저해상도(40x48) 그래픽 모드(16색), 고해상도(280X192) 그래픽 모드(8색)
- 컴포지트 모니터 출력 단자
- 카세트 테이프 입출력 단자
- 글자판에 화살표 키가 왼쪽과 오른쪽 밖에 없으며 리셋 키가 있다. 위-아래 이동은 ESC 키를 누른 이스케이프 모드에서 I키와 M키로 수행한다.
- 게임 포트 (원래는 'X-Y 패들'을 연결하는 포트이며, 패들 값을 이용하여 고안한 조이스틱을 연결할 수도 있다.)
- 내장 프로그래밍 언어 : 애플소프트 베이직

### 보조기억장치
기본 보조기억장치는 아날로그단에 카세트 테이프를 연결하는 것이었다.
애플에서 나오는 플로피 디스크 드라이브를 쓰기 위해서는 입출력(I/O) 카드를 연결해야 했다. 애플 II 시리즈의 플로피 디스크 드라이브(DISK ][ 방식)는 헤드가 한쪽 밖에 없어 단면만이 지원됐다. 여기에 들어가는 디스켓의 종류는 1S, 1D이며, 양면을 쓸 수 있는 디스켓은 2D형이었고, 디스켓을 뒤집어야 했다. 점차 프로그램이 방대해지면서 더 많은 양의 디스켓이 필요하게 되었으며, 나중에는 여러 장의 디스켓을 프로그램(게임)이 진행되면서 바꾸어야 하기도 했다. 플로피 드라이브를 두 대 연결해서 쓰는 사람도 많았다. 당대는 아니지만 나중에 하드 디스크가 대중화된 이후 다양한 방법으로 연결해서 쓰는 카드가 나왔다.

## 같이 보기
- 애플 II